# Worth, Illinois
Worth är en ort (village) i Cook County, i delstaten Illinois, USA. Enligt United States Census Bureau har orten en folkmängd på 10 835 invånare (2011) och en landarea på 6,1 km².